# Pulitzer-Preis 1976
Der Pulitzer-Preis 1976 war die 60. Verleihung des US-amerikanischen Literaturpreises. Das „Pulitzer Prize Board“ vergab Preise für Arbeiten, die während des Kalenderjahres 1975 entstanden waren.
Die Jury bestand aus 15 Personen unter dem Vorsitz von Joseph Pulitzer, Jr. (III.)

## Bereich Journalismus(Journalism)
| Kategorie                                                  | Preisträger                                                      | Begründung |
| ---------------------------------------------------------- | ---------------------------------------------------------------- | --- |
| Aktuelle Berichterstattung (Breaking News Reporting)       | Gene Miller von The Miami Herald                                 | Preis verliehen für seine beharrliche und mutige Berichterstattung über achteinhalb Jahre, die zur Entlastung und Freilassung zweier Männer führte, die zweimal wegen Mordes angeklagt und in Florida zu Unrecht zum Tode verurteilt worden waren. |
| Dienst an der Öffentlichkeit (Public Service)              | The Anchorage Daily News                                         | Preis verliehen für seine Offenlegung der Auswirkungen und des Einflusses der Gewerkschaft International Brotherhood of Teamsters auf die Wirtschaft und Politik Alaskas.                                                                          |
| Investigativer Journalismus (Investigative Reporting)      | Mitarbeiter der Chicago Tribune                                  | Preis verliehen für die Aufdeckung weit verbreiteter Missbräuche in staatlichen Wohnungsbauprogrammen in Chicago und die Aufdeckung schockierender Zustände in zwei privaten Krankenhäusern in Chicago.                                            |
| Kritik (Criticism)                                         | Alan M. Kriegsman von The Washington Post                        | Preis verliehen für sein kritisches Schreiben über das Tanzen im Jahr 1975. |
| Karikatur (Editorial Cartooning)                           | Tony Auth von The Philadelphia Inquirer                          | Preis verliehen für „O beautiful for spacious skies, For amber waves of grain“, veröffentlicht am 22. Juli 1975. |
| Leitartikel (Editorial Writing)                            | Philip P. Kerby von der Los Angeles Times                        | Preis verliehen für seine Leitartikel gegen Regierungsgeheimhaltung und Justizzensur. |
| Kommentar (Commentary)                                     | Walter Wellesley Smith von The New York Times                    | Preis verliehen für seine Kommentare zum Sport im Jahr 1975 und für viele andere Jahre. |
| Auslandsberichterstattung (International Reporting)        | Sydney Schanberg von The New York Times                          | Preis verliehen für seine Berichterstattung über die kommunistische Machtübernahme in Kambodscha, die unter großem Risiko durchgeführt wurde, als er sich nach dem Fall von Pnom Penh entschied, vor Ort auf seinem Posten zu bleiben.             |
| Berichterstattung im Inland (National Reporting)           | James V. Risser vom Des Moines Register                          | Preis verliehen wegen der Aufdeckung groß angelegter Korruption im amerikanischen Getreideexporthandel. |
| Aktuelle Fotoberichterstattung (Breaking News Photography) | Stanley Forman vom Boston Herald American                        | Preis verliehen für seine Fotoserie eines Brandes in Boston am 22. Juli 1975. |
| Feature-Fotoberichterstattung (Feature Photography)        | Fototeam des Louisville Courier-Journal und The Louisville Times | Preis verliehen für einen umfassenden Bildbericht über den Busverkehr von und zu Louisvilles Schulen. |

## Bereich Literatur, Theater und Musik(Letters, Drama & Music)
| Kategorie                                                   | Preisträger |
| ----------------------------------------------------------- | --- |
| Geschichte (History)                                        | Lamy of Santa Fe von Paul Horgan (Farrar) |
| Belletristik (Fiction)                                      | Humboldt’s Gift (Humboldts Vermächtnis) von Saul Bellow (Viking) |
| Sachbuch (General Nonfiction)                               | Why Survive? Being Old In America von Robert Neil Butler (Harper) |
| Musik (Music)                                               | Air Music von Ned Rorem (Boosey & Hawkes) Uraufführung durch das Cincinnati Symphony Orchestra am 5. Dezember 1975. Der Untertitel lautet „Ten Etudes of Orchestra“                     |
| Dichtung (Poetry)                                           | Self-portrait in a Convex Mirror von John Ashbery (Viking) |
| Theater (Drama)                                             | A Chorus Line konzipiert, choreografiert und geleitet von Michael Bennett, mit einem Buch von James Kirkwood und Nicholas Dante, Musik von Marvin Hamlisch und Texten von Edward Kleban |
| Biographie oder Autobiographie (Biography or Autobiography) | Edith Wharton: A Biography von R. W. B. Lewis (Harper) |

## Sonderpreise
| Kategorie    | Preisträger              | Begründung |
| ------------ | ------------------------ | --- |
| Journalismus | Professor John Hohenberg | Eine besondere Ehrung und eine Gedenktafel, die von allen Mitgliedern des Beirats gezeichnet wurde, in Anerkennung für seine 22-jährigen Verdienste als Verwalter der Pulitzer-Preise und für seine Leistungen als Lehrer und Journalist. |
| Musik        | Scott Joplin             | Posthum eine besondere Auszeichnung für seine Beiträge zur amerikanischen Musik. |